# Matt Sánchez
Matthew Sánchez conocido por sus nombres artísticos Pierre LaBranche y Rod Majors (nacido el 1 de diciembre de 1970) es un reservista del Cuerpo de Marines estadounidense, activista político conservador, escritor y estudiante en la Universidad de Columbia. En 1990 fue también un actor en films para adultos bajo los seudónimos de Pierre Labranche y Rod Majors. Al comienzo del 2007 se convirtió en una persona notable cuando fue conocido por presentar una queja formal por hostigamiento en contra de otros estudiantes, éstos le llamaban estúpido por prestar servicio en el ejército. Apareció en varios programas de discusión por televisión debido al incidente. En marzo del 2007 se le otorgó, por primera vez, el premio Jeane Kirkpatrick a la libertad de expresión. En la ceremonia de graduación, Ann Coulter, un columnista conservador que asistió, atrajo la atención negativamente al referirse al candidato presidencial John Edwards pronunciando la palabra faggot (marica). En el camino de la controversia, se hizo del conocimiento público que Sánchez había actuado en películas de pornografía gay al comienzo de los años 90. La historia se hizo popular en la blogosfera y en la prensa común.

## Biografía
Sánchez nació en el este de San José (California), siendo el más joven de cuatro hijos de padres puertorriqueños. Asistió a la secundaria Independence, graduándose en 1988, luego se trasladó a Europa en donde enseñó Inglés en academias, un centro de lenguaje informal para estudiantes, cerca de la parada Sol del metro madrileño. También escribió para algunas revistas de viaje. Vivió en Quebec en 1990 donde trabajó en la industria de entretenimiento para adultos tanto en Quebec como en Los Ángeles, mudándose luego a Alemania.  En el 2003, se unió a los marines para un alistamiento de ocho años, siendo entrenado como mecánico en refrigeración.

## Activismo político en la Universidad Columbia
Sánchez regresó a la Universidad a los 30 años, comenzando sus estudios en la Universidad de Nueva York en el 2004 y en el 2005 se traslada a la Universidad de Columbia, estudiando en la Escuela de Estudios Generales. Sánchez fue conocido en el campus de la universidad Columbia por su posición pro-militar y en el 2005, mientras era un junior en la universidad declaró que sufría de hostigamiento por parte de estudiantes izquierdistas en el campus. De acuerdo a Sánchez, él estaba en la mesa durante el otoño del 2005 “ Día de Actividades” cuando fue cercado por miembros de la Organización Socialista Internacional, un grupo del campus que se opone a la guerra. Sánchez dijo que este grupo lo llamó usando varios epítetos tales como, “ asesino de bebés” y fue acusado de ser una “estúpida” minoría. Presentó quejas formales a la Universidad y Columbia investigó, sin embargo mientras la universidad presentaba interés en la experiencia de Sánchez, por otro lado no encontró motivos para castigar a los tres estudiantes acusados.  El 27 de enero de 2006, una pieza de un artículo para el Columbia Daily Spectator, “La conservadora caza de brujas”, una de las estudiantes acusadas pugnó las alegaciones de Sánchez diciendo que ella pensó cercar a Sánchez para declararle que había encontrado ofensivo el reclutamiento militar en el campus y que ella no se había referido a él con ningún tipo de epítetos.
Sánchez y otros en el grupo de estudio MilVets, una organización para veteranos en el campus, habían también alzado sus voces con frustración a lo que ellos percibieron como una falta de respeto para los veteranos en el campus. En febrero del 2006, esta situación, guio a la universidad a enmendar su política de no discriminación e incluir el “estatus militar” como un grupo para ser protegido del hostigamiento. La universidad menciona que esto no fue un cambio de política, sino meramente una “aclaración semántica” de las palabras “estatus militar” reemplazando “Discapacitados o veteranos de la era de Vietnam”.
El 4 de diciembre de 2006 escribió un artículo para la sección de opinión del New York Post, titulada “El doble discurso de la “Inclusión” de la hierba excluye a los militares” , esto le permitió ser invitado a varios programas de televisión conservadores en enero del 2007, tales como el Fox News Hannity & Colmes y el The O'Reilly Factor para compartir su experiencia sobre el incidente de hostigamiento. Sánchez también recibió apoyo de líderes conservadores tales como Michelle Malkin y Newt Gingrich.
El 2 de marzo de 2007, a Sánchez se le concedió el premio Jeane Kirkpatrick a la libertad de Cátedra por su lucha en contra de la discriminación a militares y veteranos en la conferencia anual de Acción Política conservadora (CPAC, por sus siglas en inglés). Un portavoz destacado durante la conferencia, Ann Coulter, hizo unos comentarios controversiales durante el evento, indirectamente, refiriéndose al candidato presidencial John Edwards como un faggot. Esto aumentó la atención pública y generó controversia,  la cual trajo a luz la joven carrera de Sánchez como una estrella de films para adultos gay. Consecuentemente las revelaciones y rumores fueron reportadas en mayor medida tales como MSNBC's Countdown with Keith Olbermann[3] y el Marine Corps Times.

## Filmografía

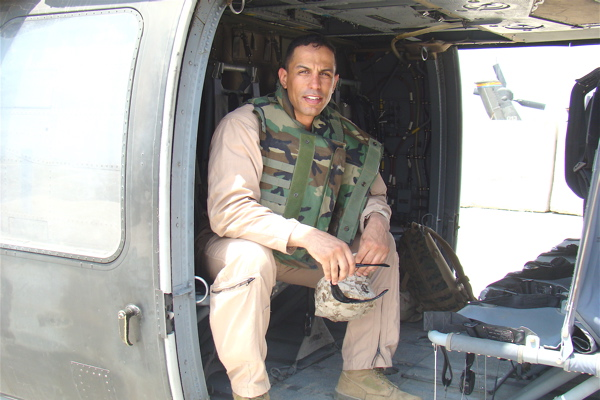
Sánchez en Afghanistán

Durante la década de los 90, Sánchez trabajó como actór en filmes pornográficos homosexuales. Fue protagonista en videos de los estudios Catalina Video, Bijou Video y Falcon Entertainment. Apareció en Call of the Wild «Llamada de los silvestre» (1992) y en Montreal Men «Hombres de Montréal» (1992) como “Pierre LaBranche” y en Idol Country «Provincia Idólica» (lanzada en 1994), como Rod Majors «Palo Mayór». Otros filmes incluyen Man to Men «Hombre a Hombres» y Jawbreaker «Rompemaxilar».  Algunas escenas de algunas películas han sido relanzadas como parte de compilaciones. La compilación Touched by an Anal «Tocado por un Anal» fue lanzada en 1997, el más reciente lanzamiento se dio en el 2006, Mansex Meltdown «Derritido de Sexo de Hombres».  Sánchez declaró en una entrevista para la revista "Radar Magazine" que “era la naturaleza del negocio, uno realiza una serie de filmes y ellos los usan para siempre”.

## Periodismo
Matt Sánchez fue corresponsal de guerra en Irak tanto como Afghanistán. ID=59011 (enlace roto disponible en Internet Archive; véase el historial, la primera versión y la última). Sigue como editorialista en francés, español e inglés.

## Citas
- "La candidatura de Hillary Clinton otorga al votante lo que las legítimas democracias siempre deben de brindar: Opciones." (El Norte 18.5.08)
- "¿Alguna vez notaron que los activistas LGBT constantemente comparan a la lucha por el matrimonio gay con el movimiento de derechos civiles? De acuerdo a las encuestas, los afroamericanos son quienes más se oponen al matrimonio gay. La interpretación liberal de la lucha por los derechos civiles a través de los ojos de la "teoría gay" de los activistas le hubiese causado pesadillas al Reverendo Martin Luther King".